# From Zero
From Zero (englisch für „Von Null“) ist das achte Studioalbum der US-amerikanischen Rock-Band Linkin Park. Die Veröffentlichung über Warner Brothers Records erfolgte am 15. November 2024. Es ist nach One More Light (2017) das achte Studioalbum der Band und das erste mit der Sängerin Emily Armstrong sowie dem Schlagzeuger Colin Brittain, nach dem Tod des Sängers Chester Bennington 2017 und dem Ausscheiden des Schlagzeugers und Gründungsmitglieds Rob Bourdon.

## Entstehung und Hintergrund
Am 20. Juli 2017 beging der Sänger Chester Bennington Selbstmord durch Erhängen, woraufhin die Band die restlichen Termine der Nordamerikatournee abgesagt hat. Im Januar 2018 erklärte Mike Shinoda, dass er und seine Bandkollegen jede Intention hätten, Linkin Park fortzuführen. Die Band hätte jedoch viel Wiederaufbauarbeit vor sich und Fragen zu beantworten, wofür sie viel Zeit brauchen wird. Die Nutzung eines Hologramms von Bennington schloss Shinoda aus. Im Laufe des Jahres 2019 traf sich Mike Shinoda mit dem Bassisten Dave Farrell und dem Keyboarder Joe Hahn, um gemeinsam Songs zu schreiben. Kurze Zeit später kam der Gitarrist Brad Delson hinzu, während sich Schlagzeuger Rob Bourdon dazu entschloss, nicht teilzunehmen.
Ebenfalls 2019 lernte die Band Emily Armstrong kennen, die Sängerin der Band Dead Sara. Mit ihr und anderen namentlich nicht genannten Musikern arbeiteten die verbliebenen Mitglieder von Linkin Park an neuer Musik. Mike Shinoda erklärte jedoch, dass den neuen Musikern nie gesagt wurde, dass hier an neuer Musik für Linkin Park gearbeitet wird. Unter den Musikern, mit denen die Band arbeitete, war auch der Schlagzeuger Colin Brittain, der sich schließlich der Band anschloss. Schließlich entschied sich die Band, mit Armstrong und Brittain neues Material zu erarbeiten. Mike Shinoda hob dabei hervor, dass beide rund zehn Jahre jünger als die anderen Bandmitglieder seien und eine neue Perspektive und neue Arbeitsweisen in die Band bringen würden.
Aufgenommen wurde From Zero in den Tonstudios EastWest Studios in Hollywood, The Stockroom in Los Angeles, Studio del Brittain in Studio City und den Namouche Studios in Lissabon. Mike Shinoda produzierte das Album und wurde dabei von Mike Elizondo und Matias Mora assistiert. From Zero wurde von Neal Avron und Rich Costey gemischt, während Emerson Mancini das Mastering übernahm. Die Lieder wurden von den Bandmitgliedern geschrieben, wobei Linkin Park auch auf externe Songwriter wie Bea Miller, Nick Long, Mike Elizondo, Jaten Dimsdale, Jake Torrey und Cal Shapiro zurückgriffen. Zum Albumtitel erklärte Mike Shinoda:

„Unser erster Bandname war Xero. Dieser Albumtitel bezieht sich sowohl auf diese bescheidenen Anfänge und der Reise, die wir derzeit machen. Klanglich und emotional handelt es von der Vergangenheit, der Gegenwart und der Zukunft. Wir umarmen unseren unverkennbaren Sound auf eine neue und lebendige Art und Weise.“

## Veröffentlichung
Im April 2024 berichtete Billboard, dass die Booking-Agentur WME Angebote für eine mögliche Linkin-Park-Reunion-Tour und Headliner-Festival-Termine im Jahr 2025 angenommen hat. Die vorgeschlagene Besetzung bestand aus Shinoda, Delson, Farrell und einer ungenannten Sängerin anstelle von Bennington. Später im August startete die Band einen mysteriösen 100-Stunden-Countdown ohne jegliche Erklärung. Nachdem der Countdown den Nullpunkt erreicht hatte, veröffentlichte die Band eine Erklärung, in der sie eine große Ankündigung andeutete und schrieb: „Es ist nur eine Frage der Zeit“. Die Band kündigte außerdem ein fünfstündiges Event am 5. September in Los Angeles für Mitglieder des „Linkin Park Underground“, dem offiziellen Fanclub der Band, an.
Am 5. September kündigte Linkin Park From Zero mit der Veröffentlichung der Leadsingle The Emptiness Machine an. Gleichzeitig bestätigte die Band Armstrong als neue Co-Leadsängerin der Band, während Brittain nach Bourdons Abgang das Schlagzeug übernahm. Außerdem wurde eine Arena-Tour mit sechs Terminen auf vier Kontinenten zur Unterstützung des Albums angekündigt. Mit Heavy Is the Crown, Over Each Other und Two Faced wurden drei weitere Singles ausgekoppelt, bevor das Album schließlich am 15. November 2024 erschien.
Für den 16. Mai 2025 wurde eine „Deluxe Edition“ des Albums angekündigt. Diese enthält drei neue Lieder sowie fünf Liveaufnahmen, die jedoch nur auf einer separaten CD der physischen Versionen der Deluxe Edition enthalten sind. Die Deluxe Edition wurde am 27. März 2025 angekündigt. Gleichzeitig wurde die Single Up from the Bottom veröffentlicht.

## Titelliste
Alle Titel wurden von Linkin Park (Emily Armstrong, Colin Brittain, Brad Delson, Dave Farrell, Joe Hahn und Mike Shinoda) geschrieben. Weitere Autoren werden in der Tabelle genannt. IGYEIH ist ein Akronym und steht für I Give You Everything I Have.
| Nr.          | Titel                 | Autor(en)                                  | Länge |
| ------------ | --------------------- | ------------------------------------------ | ----- |
| 1.           | From Zero (Intro)     |                                            | 0:22  |
| 2.           | The Emptiness Machine |                                            | 3:10  |
| 3.           | Cut the Bridge        | Bea Miller, Nick Long                      | 3:48  |
| 4.           | Heavy Is the Crown    | Mike Elizondo                              | 2:47  |
| 5.           | Over Each Other       | Jon Green, Matias Mora                     | 2:50  |
| 6.           | Casualty              |                                            | 2:20  |
| 7.           | Overflow              | Mike Elizondo, Jaten Dimsdale, Jake Torrey | 3:31  |
| 8.           | Two Faced             |                                            | 3:03  |
| 9.           | Stained               | Cal Shapiro                                | 3:05  |
| 10.          | IGYEIH                | Nick Long                                  | 3:29  |
| 11.          | Good Things Go        | Jake Torrey                                | 3:29  |
| Gesamtlänge: | Gesamtlänge:          | Gesamtlänge:                               | 32:01 |

| Nr.          | Titel                                                                        | Länge |
| ------------ | ---------------------------------------------------------------------------- | ----- |
| 12.          | The Emptiness Machine (Live from Burbank, California on September 5th, 2024) | 3:16  |
| 13.          | Heavy Is the Crown (Live from London, England on September 24th, 2024)       | 3:25  |
| 14.          | Over Each Other (Live from Paris, France on November 3rd, 2024)              | 2:52  |
| Gesamtlänge: | Gesamtlänge:                                                                 | 42:27 |

| Nr. | Titel                        | Autor(en)              | Länge |
| --- | ---------------------------- | ---------------------- | ----- |
| 1.  | Up from the Bottom           |                        |       |
| 2.  | Unshatter                    | Jake Torrey            |       |
| 3.  | Let You Fade                 | Elijah Noll            |       |
| 4.  | The Emptiness Machine (Live) |                        |       |
| 5.  | Heavy Is the Crown (Live)    | Mike Elizondo          |       |
| 6.  | Over Each Other (Live)       | Jon Green, Matias Mora |       |
| 7.  | Casualty (Live)              |                        |       |
| 8.  | Two Faced (Live)             |                        |       |

## Singleauskopplungen
| Jahr | Titel                 | Höchstplatzierung, Gesamtwochen, AuszeichnungChartplatzierungen (Jahr, Titel, , Platzierungen, Wochen, Auszeichnungen, Anmerkungen) | Höchstplatzierung, Gesamtwochen, AuszeichnungChartplatzierungen (Jahr, Titel, , Platzierungen, Wochen, Auszeichnungen, Anmerkungen) | Höchstplatzierung, Gesamtwochen, AuszeichnungChartplatzierungen (Jahr, Titel, , Platzierungen, Wochen, Auszeichnungen, Anmerkungen) | Höchstplatzierung, Gesamtwochen, AuszeichnungChartplatzierungen (Jahr, Titel, , Platzierungen, Wochen, Auszeichnungen, Anmerkungen) | Höchstplatzierung, Gesamtwochen, AuszeichnungChartplatzierungen (Jahr, Titel, , Platzierungen, Wochen, Auszeichnungen, Anmerkungen) | Höchstplatzierung, Gesamtwochen, AuszeichnungChartplatzierungen (Jahr, Titel, , Platzierungen, Wochen, Auszeichnungen, Anmerkungen) | Anmerkungen                                                   |
| Jahr | Titel                 | DE | AT | CH | UK | US | Rock | Anmerkungen                                                   |
| --- | --------------------- | --- | --- | --- | --- | --- | --- | ------------------------------------------------------------- |
| 2024 | The Emptiness Machine | DE1 Platin · (… Wo.)DE | AT1 Platin · (… Wo.)AT | CH1 Platin · (… Wo.)CH | UK4 Silber · (20 Wo.)UK | US21 (7 Wo.)US | Rock3 (… Wo.)Rock | Erstveröffentlichung: 6. September 2024 Verkäufe: + 1.665.000 |
| 2024 | Heavy Is the Crown    | DE3 (22 Wo.)DE | AT2 Gold · (21 Wo.)AT | CH3 (16 Wo.)CH | UK18 Silber · (11 Wo.)UK | US79 (1 Wo.)US | Rock12 (… Wo.)Rock | Erstveröffentlichung: 24. September 2024 Verkäufe: + 420.000  |
| 2024 | Over Each Other       | DE11 (6 Wo.)DE | AT9 (3 Wo.)AT | CH15 (1 Wo.)CH | UK57 (2 Wo.)UK | — | Rock22 (5 Wo.)Rock | Erstveröffentlichung: 24. Oktober 2024                        |
| 2024 | Two Faced             | DE5 (3 Wo.)DE | AT7 (2 Wo.)AT | CH6 (2 Wo.)CH | UK22 (2 Wo.)UK | — | Rock14 (3 Wo.)Rock | Erstveröffentlichung: 13. November 2024                       |
| 2025 | Up from the Bottom    | DE6 (13 Wo.)DE | AT7 (8 Wo.)AT | CH13 (4 Wo.)CH | UK42 (2 Wo.)UK | — | — | Erstveröffentlichung: 27. März 2025                           |
| 2025 | Unshatter             | DE63 (1 Wo.)DE | AT61 (1 Wo.)AT | CH88 (1 Wo.)CH | — | — | — | Erstveröffentlichung: 25. April 2025                          |
| Folgende Lieder erschienen nicht als Single, wurden aber durch das Album zum Download und Streaming bereitgestellt und konnten somit eine Platzierung erlangen: |                       | | | | | | |                                                               |
| |                       | | | | | | |                                                               |
| 2024 | Cut the Bridge        | — | — | — | — | — | Rock24 (… Wo.)Rock | Charteinstieg: 30. November 2024                              |
| 2024 | Stained               | — | — | — | — | — | Rock28 (… Wo.)Rock | Charteinstieg: 30. November 2024                              |
| 2024 | Good Things Go        | — | — | — | — | — | Rock29 (… Wo.)Rock | Charteinstieg: 30. November 2024                              |
| 2024 | Overflow              | — | — | — | — | — | Rock30 (… Wo.)Rock | Charteinstieg: 30. November 2024                              |
| 2024 | Casualty              | — | — | — | — | — | Rock31 (… Wo.)Rock | Charteinstieg: 30. November 2024                              |
| 2025 | Let You Fade          | DE100 (1 Wo.)DE | — | — | — | — | — | Charteinstieg: 23. Mai 2025                                   |

## Mitwirkende
Besetzung
- Emily Armstrong: Gesang (alle Titel), Hintergrundgesang
- Colin Brittain: Koproduzent (alle Titel), Schlagzeug und Perkussion (alle Titel außer Titel 1), Hintergrundgesang (3)
- Brad Delson: Koproduzent (alle Titel), Gitarren und Piano (alle Titel außer Titel 1), Hintergrundgesang (3)
- Dave Farrell: E-Bass (alle Titel außer Titel 1), Hintergrundgesang (3)
- Joe Hahn: Turntables (Titel 4, 6–8), Musikprogrammierung (alle Titel außer Titel 1), Creative Direction, Hintergrundgesang (3)
- Mike Shinoda: Gesang (Titel 1–4, 6–7, 9, 11, Let You Fade), Rap-Gesang (Titel 3–4, 8, 10, 11, Up From the Bottom, Unshatter, Let You Fade), Produktion, Engineering (alle Titel); Abmischung (Titel 1), Creative Direction, Gitarre und Keyboards (alle Titel außer Titel 1), Hintergrundgesang

Albumproduktion
- Mike Elizondo: zusätzliche Produktion (Titel 4, 7)
- Neal Avron: Abmischung (Titel 2, 5, 7, 9, 11)
- Rich Costey: Abmischung (Titel 3, 4, 6, 8, 10)
- Mathias Mora: zusätzliche Produktion (Titel 5)
- Ethan Mates: Engineering
- Scott Skrzynski: Abmischungassistenz (Titel 2, 5, 7, 9, 11)
- Jeff Citron: Abmischungassistenz (Titel 3, 4, 6, 8, 10)
- Emerson Mancini: Mastering

Artwork
- Frank Maddocks: Creative Direction, Art Direction, Design
- Josh Foster: Album Artwork
- Brian Ziff: Fotografie (für das Album Artwork)
- James Minchin III: Fotografie (der Band)[15]

## Rezensionen
Jordan Blum vom Onlinemagazin Metal Injection schrieb, dass From Zero „extrem erfolgreich die Magie der Band einfängt mit gerade soviel Frische, um es faszinierend zu machen“. Wer sich dem Album „unvoreingenommen annähert wird herausfinden, dass es eine triumphale Rückkehr einer der größten Rockbands der letzten 25 Jahre ist“. Blum vergab 8,5 von zehn Punkten. Luke Morton vom Magazin Kerrang beschrieb das Album als „eine klare Erinnerung daran, warum Linkin Park die Höhen erreichten und warum sie weiterhin mehrere Generationen von Künstlern beeinflussen“. Morton vergab vier von fünf Punkten.
Kritischer äußerte sich Rishi Shah vom New Musical Express, für den das „womöglich größte Comebackalbum der jüngeren Geschichte ein faszinierender Mix aus sensationellem Stadionrock und verblüffend langweiligen Songwriting darstellt“. Shah vergab drei von fünf Punkten. Für Paul Attard vom Onlinemagazin Slant ist es „rätselhaft“, dass die Band auf dem Album „die Vergangenheit nacherlebt“. From Zero würde „die Sounds und Stile der ersten drei Studioalbum nachäffen, ohne den emotionalen oder klanglichen Einfluss zu erreichen“. Attard vergab 2,5 von fünf Punkten. Laut Anthony Fantano kehren Linkin Park mit einer Handvoll ordentlichen Songs und einer Leere, die nicht vollständig gefüllt werden kann, zurück. Er vergab fünf von zehn Punkten.

## Kommerzieller Erfolg

### Chartplatzierungen
From Zero stieg am 22. November 2024 auf Platz eins in die deutschen Albumcharts ein. Es ist das sechste Nummer-eins-Album der Band. Zuletzt belegte das Album The Hunting Party im Jahr 2014 die Spitze der Charts. Im Vereinigten Königreich erreichte die Band zum vierten Mal die Chartspitze. Zuletzt gelang dies mit dem Album Living Things im Jahre 2012. Linkin Park konnten in der ersten Verkaufswoche mehr als doppelt so viele Einheiten absetzen wie das zweitplatzierte Album. In den Vereinigten Staaten konnten Linkin Park 97.000 Album-equivalente Einheiten des Albums absetzen und erreichten damit Platz zwei der genreübergreifenden Billboard 200 und Platz eins der Top Rock Albums. Als erste Band überhaupt schaffte es die Band, sämtliche Plätze in den Top 10 der Hot Hard Rock Songs einzunehmen. Darüber hinaus erreichte From Zero Platz eins in Australien, Belgien, Frankreich, Italien, den Niederlanden und Neuseeland. In den deutschen Album-Jahrescharts 2024 belegte From Zero Platz drei und in den Vinyl-Jahrescharts Rang zwei.
| ChartsChartplatzierungen            | Höchstplatzierung | Wochen |
| ----------------------------------- | ----------------- | ------ |
| Deutschland (GfK)                   | 1 (… Wo.)         | …      |
| Österreich (Ö3)                     | 1 (… Wo.)         | …      |
| Schweiz (IFPI)                      | 1 (… Wo.)         | …      |
| Vereinigte Staaten (Billboard)      | 2 (9 Wo.)         | 9      |
| Vereinigte Staaten (Billboard Rock) | 1 (… Wo.)         | …      |
| Vereinigtes Königreich (OCC)        | 1 (18 Wo.)        | 18     |

| ChartsJahrescharts (2024) | Platzierung |
| ------------------------- | ----------- |
| Deutschland (GfK)         | 3           |
| Österreich (Ö3)           | 3           |
| Schweiz (IFPI)            | 5           |

### Auszeichnungen für Musikverkäufe
| Land/Region                  | Auszeichnungen für Musikverkäufe (Land/Region, Auszeichnung, Verkäufe) | Verkäufe |
| ---------------------------- | ---------------------------------------------------------------------- | -------- |
| Deutschland (BVMI)           | Platin                                                                 | 150.000  |
| Frankreich (SNEP)            | Platin                                                                 | 100.000  |
| Italien (FIMI)               | Gold                                                                   | 25.000   |
| Kanada (MC)                  | Gold                                                                   | 40.000   |
| Österreich (IFPI)            | Platin                                                                 | 15.000   |
| Portugal (AFP)               | Gold                                                                   | 3.500    |
| Schweiz (IFPI)               | Gold                                                                   | 10.000   |
| Spanien (Promusicae)         | Gold                                                                   | 20.000   |
| Vereinigtes Königreich (BPI) | Gold                                                                   | 100.000  |
| Insgesamt                    | 6× Gold · 3× Platin ·                                                  | 463.500  |

Hauptartikel: Linkin Park/Auszeichnungen für Musikverkäufe

### Musikpreise
From Zero wurde bei den iHeartRadio Music Awards 2025 in der Kategorie Rock Album of the Year ausgezeichnet.